# Liste der Staatsoberhäupter 2009
Übersicht
◄◄ | ◄ | 2005 | 2006 | 2007 | 2008 | Liste der Staatsoberhäupter 2009 | 2010 | 2011 | 2012 | 2013 | ► | ►►

Weitere Ereignisse

## Afrika
- Ägypten
  - Staatsoberhaupt: Präsident Husni Mubarak (1981–2011) (1981–1982 Ministerpräsident)
  - Regierungschef: Ministerpräsident Ahmad Nazif (2004–2011)
- Algerien
  - Staatsoberhaupt: Präsident Abd al-Aziz Bouteflika (1999–2019)
  - Regierungschef: Ministerpräsident Ahmed Ouyahia (1995–1998, 2003–2006, 2008–2012, 2017–2019)
- Angola
  - Staatsoberhaupt: Präsident José Eduardo dos Santos (1979–2017)
  - Regierungschef: Ministerpräsident António Paulo Kassoma (2008–2010)
- Äquatorialguinea
  - Staatsoberhaupt: Präsident Teodoro Obiang Nguema Mbasogo (seit 1979) (bis 1982 Vorsitzender des Obersten Militärrats)
  - Regierungschef: Premierminister Ignacio Milam Tang (2008–2012)
- Äthiopien
  - Staatsoberhaupt: Präsident Girma Wolde-Giorgis (2001–2013)
  - Regierungschef: Ministerpräsident Meles Zenawi (1995–2012) (1991–1995 Präsident)
- Benin
  - Staats- und Regierungschef: Präsident Boni Yayi (2006–2016)
- Botswana
  - Staats- und Regierungschef: Präsident Ian Khama (2008–2018)
- Burkina Faso
  - Staatsoberhaupt: Präsident Blaise Compaoré (1987–2014)
  - Regierungschef: Ministerpräsident Tertius Zongo (2007–2011)
- Burundi
  - Staats- und Regierungschef: Präsident Pierre Nkurunziza (2005–2020)
- Dschibuti
  - Staatsoberhaupt: Präsident Ismail Omar Guelleh (seit 1999)
  - Regierungschef: Ministerpräsident Dileita Mohamed Dileita (2001–2013)
- Elfenbeinküste
  - Staatsoberhaupt: Präsident Laurent Gbagbo (2000–2011)
  - Regierungschef: Ministerpräsident Guillaume Soro (2007–2012)
- Eritrea
  - Staats- und Regierungschef: Präsident Isayas Afewerki (seit 1993)
- Gabun
  - Staatsoberhaupt:
    - Präsident Omar Bongo Ondimba (1967–8. Juni 2009)
    - Senatspräsidentin Rose Francine Rogombé (10. Juni 2009–16. Oktober 2009) (kommissarisch)
    - Präsident Ali-Ben Bongo Ondimba (16. Oktober 2009–2023)

  - Regierungschef:
    - Ministerpräsident Jean Eyeghe Ndong (2006–17. Juli 2009)
    - Ministerpräsident Paul Biyoghé Mba (17. Juli 2009–2012)
- Gambia
  - Staats- und Regierungschef: Präsident Yahya Jammeh (1994–2017) (bis 1996 Vorsitzender des Provisorischen Regierungsrats der Armee)
- Ghana
  - Staats- und Regierungschef:
    - Präsident John Agyekum Kufuor (2001–7. Januar 2009)
    - Präsident John Atta Mills (7. Januar 2009–2012)
- Guinea
  - Staatsoberhaupt:
    - Präsident des Nationalrats für Demokratie und Entwicklung Moussa Dadis Camara (2008–2010)
    - Vizepräsident Sékouba Konaté (3. Dezember 2009–2010) (kommissarisch)

  - Regierungschef:
    - Premierminister Ahmed Tidiane Souaré (2008–2. Januar 2009)
    - Premierminister Kabiné Komara (2. Januar 2009–2010)
- Guinea-Bissau
  - Staatsoberhaupt:
    - Präsident João Bernardo Vieira (1980–1984, 1984–1999, 2005–2. März 2009) (1978–1980 Ministerpräsident)
    - Präsident der Nationalversammlung Raimundo Pereira (3. März 2009–8. September 2009, 2012) (kommissarisch)
    - Präsident Malam Bacai Sanhá (1999–2000, 8. September 2009–2012)

  - Regierungschef:
    - Premierminister Carlos Correia (1991–1994, 1997–1998, 2008–2. Januar 2009, 2015–2016)
    - Premierminister Carlos Gomes Júnior (2004–2005, 2. Januar 2009–2012)
- Kamerun
  - Staatsoberhaupt: Präsident Paul Biya (seit 1982)
  - Regierungschef:
    - Ministerpräsident Ephraïm Inoni (2004–30. Juni 2009)
    - Ministerpräsident Philémon Yang (30. Juni 2009–2019)
- Kap Verde
  - Staatsoberhaupt: Präsident Pedro Pires (2001–2011) (1975–1991 Premierminister)
  - Regierungschef: Premierminister José Maria Neves (2001–2016) (seit 2021 Präsident)
- Kenia
  - Staatsoberhaupt: Präsident Mwai Kibaki (2002–2013)
  - Regierungschef: Ministerpräsident Raila Odinga (2008–2013)
- Komoren
  - Staats- und Regierungschef: Präsident Ahmed Abdallah Mohamed Sambi (2006–2011)
- Demokratische Republik Kongo (bis 1964 Kongo-Léopoldville, 1964–1971 Demokratische Republik Kongo, 1971–1997 Zaïre)
  - Staatsoberhaupt: Präsident Joseph Kabila (2001–2019)
  - Regierungschef: Ministerpräsident Adolphe Muzito (2008–2012)
- Republik Kongo (1960–1970 Kongo-Brazzaville; 1970–1992 Volksrepublik Kongo)
  - Staatsoberhaupt: Präsident Denis Sassou-Nguesso (1979–1992, seit 1997)
  - Regierungschef: Ministerpräsident Isidore Mvouba (2005–15. September 2009) (Amt abgeschafft)
- Lesotho
  - Staatsoberhaupt: König Letsie III. (1990–1995, seit 1996)
  - Regierungschef: Ministerpräsident Bethuel Pakalitha Mosisili (1998–2012, 2015–2017)
- Liberia
  - Staats- und Regierungschef: Präsidentin Ellen Johnson Sirleaf (2006–2018)
- Libyen
  - Revolutionsführer: Muammar al-Gaddafi (1969–2011) (1969–1979 Generalsekretär des Allgemeinen Volkskongresses)
  - Staatsoberhaupt:
    - Generalsekretär des Allgemeinen Volkskongresses Muftah Muhammad Kaiba (2008–5. März 2009)
    - Generalsekretär des Allgemeinen Volkskongresses Mubarak Abdallah asch-Schamich (5. März 2009–2010) (2000–2003 Generalsekretär des Allgemeinen Volkskomitees)

  - Regierungschef: Generalsekretär des Allgemeinen Volkskomitees Al-Baghdadi Ali al-Mahmudi (2006–2011)
- Madagaskar
  - Staatsoberhaupt:
    - Präsident Marc Ravalomanana (2002–17. März 2009)
    - Leiter des Militärdirektoriums Hyppolite Ramaroson (17. März 2009)
    - Präsident Andry Rajoelina (17. März 2009–2014, 2019–2023, seit 2023)

  - Regierungschef:
    - Premierminister Charles Rabemananjara (2007–17. März 2009)
    - Premierminister Monja Roindefo (17. März 2009–10. Oktober 2009)
    - Premierminister Eugène Mangalaza (10. Oktober 2009–18. Dezember 2009)
    - Premierministerin Cécile Manorohanta (18. Dezember 2009–120. Dezember 2009)
    - Premierminister Albert Camille Vital (20. Dezember 2009–2011)
- Malawi
  - Staats- und Regierungschef: Präsident Bingu wa Mutharika (2004–2012)
- Mali
  - Staatsoberhaupt: Präsident Amadou Toumani Touré (1991–1992, 2002–2012)
  - Regierungschef: Ministerpräsident Modibo Sidibé (2007–2011)
- Marokko
  - Staatsoberhaupt: König Mohammed VI. (seit 1999)
  - Regierungschef: Ministerpräsident Abbas al-Fassi (2007–2011)
- Mauretanien
  - Staatsoberhaupt:
    - Vorsitzender des Hohen Staatsrats Mohamed Ould Abdel Aziz (2008–15. April 2009, 2009–2019)
    - Senatspräsident Ba Mamadou Mbaré (15. April 2009–5. August 2009) (kommissarisch)
    - Präsident Mohamed Ould Abdel Aziz (2008–2009, 5. August 2009–2019)

  - Regierungschef: Ministerpräsident Moulaye Ould Mohamed Laghdhaf (2008–2014)
- Mauritius
  - Staatsoberhaupt: Präsident Anerood Jugnauth (2003–2012) (1982–1985, 2000–2003, 2014–2017 Premierminister)
  - Regierungschef: Premierminister Navin Ramgoolam (1995–2000, 2005–2014, seit 2024)
- Mosambik
  - Staatsoberhaupt: Präsident Armando Guebuza (2005–2015)
  - Regierungschef: Premierministerin Luísa Diogo (2004–2010)
- Namibia
  - Staatsoberhaupt: Präsident Hifikepunye Pohamba (2005–2015)
  - Regierungschef: Premierminister Nahas Angula (2005–2012)
- Niger
  - Staatsoberhaupt: Präsident Mamadou Tandja (1999–2010)
  - Regierungschef:
    - Premierminister Seini Oumarou (2007–23. September 2009)
    - Premierminister Albadé Abouba (23. September 2009–2. Oktober 2009) (kommissarisch)
    - Premierminister Ali Badjo Gamatié (2. Oktober 2009–2010)
- Nigeria
  - Staats- und Regierungschef: Präsident Umaru Yar’Adua (2007–2010)
- Ruanda
  - Staatsoberhaupt: Präsident Paul Kagame (seit 2000)
  - Regierungschef: Ministerpräsident Bernard Makuza (2000–2011)
- Sambia
  - Staats- und Regierungschef: Präsident Rupiah Banda (2008–2011)
- São Tomé und Príncipe
  - Staatsoberhaupt: Präsident Fradique de Menezes (2001–2003, 2003–2011)
  - Regierungschef: Premierminister Joaquim Rafael Branco (2008–2010)
- Senegal
  - Staatsoberhaupt: Präsident Abdoulaye Wade (2000–2012)
  - Regierungschef:
    - Premierminister Cheikh Hadjibou Soumaré (2007–30. April 2009)
    - Premierminister Souleymane Ndéné Ndiaye (30. April 2009–2012)
- Seychellen
  - Staats- und Regierungschef: Präsident James Alix Michel (2004–2016)
- Sierra Leone
  - Staats- und Regierungschef: Präsident Ernest Koroma (2007–2018)
- Simbabwe
  - Staatsoberhaupt: Präsident Robert Mugabe (1987–2017) (1980–1987 Ministerpräsident)
  - Regierungschef: Ministerpräsident Morgan Tsvangirai (11. Februar 2009–2013)
- Somalia
  - Staatsoberhaupt:
    - Präsident Adan Mohammed Nuur Madobe (2008–31. Januar 2009) (kommissarisch)
    - Präsident Sharif Sheikh Ahmed (31. Januar 2009–2012)

  - Regierungschef:
    - Ministerpräsident Nur Hassan Hussein (2007–14. Februar 2009)
    - Ministerpräsident Omar Abdirashid Ali Sharmarke (14. Februar 2009–2010, 2014–2017)

  - Somaliland (international nicht anerkannt)
    - Staats- und Regierungschef: Präsident Dahir Riyale Kahin (2002–2010)
- Südafrika
  - Staats- und Regierungschef:
    - Präsident Kgalema Motlanthe (2008–9. Mai 2009)
    - Präsident Jacob Zuma (9. Mai 2009–2018)
- Sudan
  - Staats- und Regierungschef: Präsident Umar al-Baschir (1989–2019)
- Swasiland
  - Staatsoberhaupt: König Mswati III. (seit 1986)
  - Regierungschef: Premierminister Barnabas Sibusiso Dlamini (1996–2003, 2008–2018)
- Tansania
  - Staatsoberhaupt: Präsident Jakaya Kikwete (2005–2015)
  - Regierungschef: Ministerpräsident Mizengo Pinda (2008–2015)
- Togo
  - Staatsoberhaupt: Präsident Faure Gnassingbé (2005, 2005–2025) (seit 2025 Premierminister)
  - Regierungschef: Premierminister Gilbert Houngbo (2008–2012)
- Tschad
  - Staatsoberhaupt: Präsident Idriss Déby (1990–2021)
  - Regierungschef: Ministerpräsident Youssouf Saleh Abbas (2008–2010)
- Tunesien
  - Staatsoberhaupt: Präsident Zine el-Abidine Ben Ali (1987–2011) (1987 Ministerpräsident)
  - Regierungschef: Ministerpräsident Mohamed Ghannouchi (1999–2011)
- Uganda
  - Staatsoberhaupt: Präsident Yoweri Museveni (seit 1986)
  - Regierungschef: Ministerpräsident Apolo Nsibambi (1999–2011)
- Westsahara (umstritten)
  - Staatsoberhaupt: Präsident Mohamed Abdelaziz (1976–2016) (im Exil)
  - Regierungschef: Ministerpräsident Abdelkader Taleb Oumar (2003–2018) (im Exil)
- Zentralafrikanische Republik
  - Staatsoberhaupt: Präsident François Bozizé (2003–2013)
  - Regierungschef: Ministerpräsident Faustin-Archange Touadéra (2008–2013) (seit 2016 Präsident)

## Amerika

### Nordamerika
- Kanada
  - Staatsoberhaupt: Königin Elisabeth II. (1952–2022)
    - Generalgouverneurin: Michaëlle Jean (2005–2010)

  - Regierungschef: Premierminister Stephen Harper (2006–2015)
- Mexiko
  - Staats- und Regierungschef: Präsident Felipe Calderón (2006–2012)
- Vereinigte Staaten von Amerika
  - Staats- und Regierungschef:
    - Präsident George W. Bush (2001–20. Januar 2009)
    - Präsident Barack Obama (20. Januar 2009–2017)

### Mittelamerika
- Antigua und Barbuda
  - Staatsoberhaupt: Königin Elisabeth II. (1981–2022)
    - Generalgouverneurin: Louise Lake-Tack (2007–2014)

  - Regierungschef: Premierminister Baldwin Spencer (2004–2014)
- Bahamas
  - Staatsoberhaupt: Königin Elisabeth II. (1973–2022)
    - Generalgouverneur: Arthur Dion Hanna (2006–2010)

  - Regierungschef: Premierminister Hubert Ingraham (1992–2002, 2007–2012)
- Barbados
  - Staatsoberhaupt: Königin Elisabeth II. (1966–2021)
    - Generalgouverneur: Clifford Husbands (1996–2011)

  - Regierungschef: Premierminister David Thompson (2008–2010)
- Belize
  - Staatsoberhaupt: Königin Elisabeth II. (1981–2022)
    - Generalgouverneur: Colville Young (1993–2021)

  - Regierungschef: Premierminister Dean Barrow (2008–2020)
- Costa Rica
  - Staats- und Regierungschef: Präsident Óscar Arias Sánchez (1986–1990, 2006–2010)
- Dominica
  - Staatsoberhaupt: Präsident Nicholas Liverpool (2003–2012)
  - Regierungschef: Premierminister Roosevelt Skerrit (seit 2004)
- Dominikanische Republik
  - Staats- und Regierungschef: Präsident Leonel Fernández (1996–2000, 2004–2012)
- El Salvador
  - Staats- und Regierungschef:
    - Präsident Antonio Saca (2004–1. Juni 2009)
    - Präsident Mauricio Funes (1. Juni 2009–2014)
- Grenada
  - Staatsoberhaupt: Königin Elisabeth II. (1974–2022)
    - Generalgouverneur: Carlyle Glean (2008–2013)

  - Regierungschef: Premierminister Tillman Thomas (2008–2013)
- Guatemala
  - Staats- und Regierungschef: Präsident Álvaro Colom Caballeros (2008–2012)
- Haiti
  - Staatsoberhaupt: Präsident René Préval (1996–2001, 2006–2011)
  - Regierungschef:
    - Ministerpräsidentin Michèle Pierre-Louis (2008–11. November 2009)
    - Ministerpräsident Jean-Max Bellerive (11. November 2009–2011)
- Honduras
  - Staats- und Regierungschef:
    - Präsident Manuel Zelaya (2006–28. Juni 2009)
    - Präsident Roberto Micheletti (28. Juni 2009–2010) (amtierend)
- Jamaika
  - Staatsoberhaupt: Königin Elisabeth II. (1962–2022)
    - Generalgouverneur:
      - Kenneth Hall (2006–26. Februar 2009)
      - Patrick Allen (seit 26. Februar 2009)

  - Regierungschef: Ministerpräsident Bruce Golding (2007–2011)
- Kuba
  - Staatsoberhaupt und Regierungschef: Präsident des Staatsrats und des Ministerrats Raúl Castro (2006–2018) (bis 2008 kommissarisch)
- Nicaragua
  - Staats- und Regierungschef: Präsident Daniel Ortega (1985–1990, seit 2007) (1979–1985 Mitglied der Regierungsjunta des nationalen Wiederaufbaus)
- Panama
  - Staats- und Regierungschef:
    - Präsident Martín Torrijos (2004–1. Juli 2009)
    - Präsident Ricardo Martinelli (1. Juli 2009–2014)
- St. Kitts und Nevis
  - Staatsoberhaupt: Königin Elisabeth II. (1983–2022)
    - Generalgouverneur: Cuthbert Sebastian (1996–2013)

  - Regierungschef: Ministerpräsident Denzil Douglas (1995–2015)
- St. Lucia
  - Staatsoberhaupt: Königin Elisabeth II. (1979–2022)
    - Generalgouverneurin: Dame Pearlette Louisy (1997–2017)

  - Regierungschef: Ministerpräsident Stephenson King (2007–2011)
- St. Vincent und die Grenadinen
  - Staatsoberhaupt: Königin Elisabeth II. (1979–2022)
    - Generalgouverneur: Frederick Ballantyne (2002–2019)

  - Regierungschef: Ministerpräsident Ralph Gonsalves (seit 2001)
- Trinidad und Tobago
  - Staatsoberhaupt: Präsident George Maxwell Richards (2003–2013)
  - Regierungschef: Ministerpräsident Patrick Manning (1991–1995, 2001–2010)

### Südamerika
- Argentinien
  - Staats- und Regierungschef: Präsidentin Cristina Fernández de Kirchner (2007–2015)
- Bolivien
  - Staats- und Regierungschef: Präsident Evo Morales (2006–2019)
- Brasilien
  - Staats- und Regierungschef: Präsident Luiz Inácio Lula da Silva (2003–2011, seit 2023)
- Chile
  - Staats- und Regierungschef: Präsidentin Michelle Bachelet (2006–2010, seit 2014)
- Ecuador
  - Staats- und Regierungschef: Präsident Rafael Correa (2007–2017)
- Guyana
  - Staatsoberhaupt: Präsident Bharrat Jagdeo (1999–2011) (1999 Ministerpräsident)
  - Regierungschef: Ministerpräsident Sam Hinds (1992–1997, 1997–1999, 1999–2015) (1997 Präsident)
- Kolumbien
  - Staats- und Regierungschef: Präsident Álvaro Uribe Vélez (2002–2010)
- Paraguay
  - Staats- und Regierungschef: Präsident Fernando Lugo (2008–2012)
- Peru
  - Staatsoberhaupt: Präsident Alan García (1985–1990, 2006–2011)
  - Regierungschef:
    - Vorsitzender des Ministerrats Yehude Simon (2008–11. Juli 2009)
    - Vorsitzender des Ministerrats Javier Velásquez Quesquén (11. Juli 2009–2010)
- Suriname
  - Staats- und Regierungschef: Präsident Ronald Venetiaan (1991–1996, 2000–2010)
  - Regierungschef: Vizepräsident Ramdien Sardjoe (2005–2010)
- Uruguay
  - Staats- und Regierungschef: Präsident Tabaré Vázquez (2005–2010, 2015–2020)
- Venezuela
  - Staats- und Regierungschef: Präsident Hugo Chávez (1999–2002, 2002–2013)

## Asien

### Ost-, Süd- und Südostasien
- Bangladesch
  - Staatsoberhaupt:
    - Präsident Iajuddin Ahmed (2002–12. Februar 2009) (2006–2007 Premierminister)
    - Präsident Zillur Rahman (6. Januar 2009–2013)

  - Regierungschef:
    - Premierminister Fakhruddin Ahmed (2007–6. Januar 2009) (kommissarisch)
    - Premierministerin Hasina Wajed (1996–2001, 6. Januar 2009–2024)
- Bhutan
  - Staatsoberhaupt: König Jigme Khesar Namgyel Wangchuck (seit 2006)
  - Regierungschef: Ministerpräsident Jigme Thinley (1998–1999, 2003–2004, 2008–2013)
- Brunei
  - Staats- und Regierungschef: Sultan Hassanal Bolkiah (seit 1967)
- Republik China (Taiwan)
  - Staatsoberhaupt: Präsident Ma Ying-jeou (2008–2016)
  - Regierungschef:
    - Ministerpräsident Liu Chao-shiuan (2008–10. September 2009)
    - Ministerpräsident Wu Den-yih (10. September 2009–2012)
- Volksrepublik China
  - Staatsoberhaupt: Präsident Hu Jintao (2003–2013)
  - Regierungschef: Staatsratsvorsitzender Wen Jiabao (2003–2013)
- Indien
  - Staatsoberhaupt: Präsidentin Pratibha Patil (2007–2012)
  - Regierungschef: Premierminister Manmohan Singh (2004–2014)
- Indonesien
  - Staatsoberhaupt und Regierungschef: Präsident Susilo Bambang Yudhoyono (2004–2014)
- Japan
  - Staatsoberhaupt: Kaiser Akihito (1989–2019)
  - Regierungschef:
    - Premierminister Tarō Asō (2008–16. September 2009)
    - Premierminister Yukio Hatoyama (16. September 2009–2010)
- Kambodscha
  - Staatsoberhaupt: König Norodom Sihamoni (seit 2004)
  - Regierungschef: Premierminister Hun Sen (1985–2023)
- Nordkorea
  - Vorsitzender der Nationalen Verteidigungskommission: Kim Jong-il (1994–2011)
  - Vorsitzender des Präsidiums der Obersten Volksversammlung: Kim Yong-nam (1998–2019)
  - Regierungschef: Ministerpräsident Kim Yong-il (2007–2010)
- Südkorea
  - Staatsoberhaupt: Präsident Lee Myung-bak (2008–2013)
  - Regierungschef:
    - Ministerpräsident Han Seung-soo (2008–29. September 2009)
    - Ministerpräsident Chung Un-chan (29. September 2009–2010)
- Laos
  - Staatsoberhaupt: Präsident Choummaly Sayasone (2006–2016)
  - Regierungschef: Premierminister Bouasone Bouphavanh (2006–2010)
- Malaysia
  - Staatsoberhaupt: Oberster Herrscher Mizan Zainal Abidin (2006–2011)
  - Regierungschef:
    - Premierminister Abdullah Ahmad Badawi (2003–3. April 2009)
    - Premierminister Najib Razak (3. April 2009–2018)
- Malediven
  - Staats- und Regierungschef: Präsident Mohamed Nasheed (2008–2012)
- Myanmar
  - Staatsoberhaupt: Vorsitzender des Staatsrats für Frieden und Entwicklung Than Shwe (1992–2011) (1992–2003 Ministerpräsident)
  - Regierungschef: Ministerpräsident Thein Sein (2007–2011) (seit 2011 Präsident)
- Nepal
  - Staatsoberhaupt: Präsident Ram Baran Yadav (2008–2015)
  - Regierungschef:
    - Premierminister Pushpa Kamal Dahal (2008–25. Mai 2009, 2016–2017, 2022–2024)
    - Premierminister Madhav Kumar Nepal (25. Mai 2009–2011)
- Osttimor
  - Staatsoberhaupt: Präsident José Ramos-Horta (2007–2008, 2008–2012, seit 2022) (2006–2007 Premierminister)
  - Regierungschef: Premierminister Xanana Gusmão (2007–2015, seit 2023) (2002–2007 Präsident)
- Pakistan
  - Staatsoberhaupt: Präsident Asif Ali Zardari (2008–2013, seit 2024)
  - Regierungschef: Ministerpräsident Yousaf Raza Gilani (2008–2012)
- Philippinen
  - Staats- und Regierungschef: Präsidentin Gloria Macapagal-Arroyo (2001–2010)
- Singapur
  - Staatsoberhaupt: Präsident Sellapan Ramanathan (1999–2011)
  - Regierungschef: Premierminister Lee Hsien Loong (2004–2024)
- Sri Lanka
  - Staatsoberhaupt: Präsident Mahinda Rajapaksa (2005–2015) (2004–2005, 2018, 2019–2022 Premierminister)
  - Regierungschef: Premierminister Ratnasiri Wickremanayake (2000–2001, 2005–2010)
- Thailand
  - Staatsoberhaupt: König Rama IX. Bhumibol Adulyadej (1946–2016)
  - Regierungschef: Premierminister Abhisit Vejjajiva (2008–2011)
- Vietnam
  - Staatsoberhaupt: Präsident Nguyễn Minh Triết (2006–2011)
  - Regierungschef: Premierminister Nguyễn Tấn Dũng (2006–2016)

### Vorderasien
- Armenien
  - Staatsoberhaupt: Präsident Sersch Sargsjan (2008–2018) (2007–2008 und 2018 Ministerpräsident)
  - Regierungschef: Ministerpräsident Tigran Sargsjan (2008–2014)
- Aserbaidschan
  - Staatsoberhaupt: Präsident İlham Əliyev (seit 2003)
  - Regierungschef: Ministerpräsident Artur Rasizadə (1996–2003, 2003–2018)
  - Bergkarabach (international nicht anerkannt)
    - Staatsoberhaupt: Präsident Bako Sahakjan (2007–2020)
    - Regierungschef: Ministerpräsident Arajik Harutjunjan (2007–2020) (seit 2020 Präsident)
- Bahrain
  - Staatsoberhaupt: König Hamad bin Isa Al Chalifa (seit 1999) (bis 2002 Emir)
  - Regierungschef: Ministerpräsident Chalifa ibn Salman Al Chalifa (1971–2020)
- Georgien
  - Staatsoberhaupt: Präsident Micheil Saakaschwili (2004–2007, 2008–2013)
  - Regierungschef:
    - Ministerpräsident Grigol Mgaloblischwili (2008–6. Februar 2009)
    - Ministerpräsident Nika Gilauri (6. Februar 2009–2012)

  - Abchasien (international nicht anerkannt)
    - Staatsoberhaupt: Präsident Sergei Bagapsch (2005–2011)
    - Regierungschef: Ministerpräsident Alexander Ankwab (2005–2010, seit 2020) (2011–2014 Präsident)

  - Südossetien (international nicht anerkannt)
    - Staatsoberhaupt: Präsident Eduard Kokoity (2001–2011)
    - Regierungschef:
      - Ministerpräsident Aslanbek Bulazew (2008–5. August 2009)
      - Ministerpräsident Wadim Browzew (5. August 2009–2012)
- Irak
  - Staatsoberhaupt: Präsident Dschalal Talabani (2005–2014)
  - Regierungschef: Ministerpräsident Nuri al-Maliki (2006–2014)
- Iran
  - Religiöses Oberhaupt: Oberster Rechtsgelehrter Ali Chamene’i (seit 1989) (1981–1989 Ministerpräsident)
  - Regierungschef: Präsident Mahmud Ahmadinedschad (2005–2013)
- Israel
  - Staatsoberhaupt: Präsident Schimon Peres (2007–2014) (1977, 1984–1986, 1995–1996 Ministerpräsident)
  - Regierungschef:
    - Ministerpräsident Ehud Olmert (2006–31. März 2009)
    - Ministerpräsident Benjamin Netanjahu (1996–1999, 31. März 2009–2021, seit 2022)
- Jemen
  - Staatsoberhaupt: Vorsitzender des Präsidialrates Ali Abdullah Salih (1990–2012) (ab 1994 Präsident) (1978–1990 Präsident des Nordjemen)
  - Regierungschef: Ministerpräsident Ali Mohammed Mudschawwar (2007–2011)
- Jordanien
  - Staatsoberhaupt: König Abdullah II. (seit 1999)
  - Regierungschef:
    - Ministerpräsident Nadir adh-Dhahabi (2007–14. Dezember 2009)
    - Ministerpräsident Samir ar-Rifaʿi (14. Dezember 2009–2011)
- Katar
  - Staatsoberhaupt: Emir Hamad bin Chalifa Al Thani (1995–2013) (1995–1996 Ministerpräsident)
  - Regierungschef: Ministerpräsident Hamad ibn Dschasim ibn Dschabir Al Thani (2007–2013)
- Kuwait
  - Staatsoberhaupt: Emir Sabah al-Ahmad al-Dschabir as-Sabah (2006–2020) (2003–2006 Ministerpräsident)
  - Regierungschef: Ministerpräsident Nasir al-Muhammad al-Ahmad as-Sabah (2006–2011)
- Libanon
  - Staatsoberhaupt: Präsident Michel Sulaiman (2008–2014)
  - Regierungschef:
    - Ministerpräsident Fuad Siniora (2005–9. November 2009)
    - Ministerpräsident Saad Hariri (9. November 2009–2011, 2016–2020)
- Oman
  - Staats- und Regierungschef: Sultan Qabus ibn Said (1970–2020)
- Palästinensische Autonomiegebiete
  - Staatsoberhaupt: Präsident Mahmud Abbas (seit 2005) (2003 Ministerpräsident)
  - Regierungschef:
    - Ministerpräsident Ismail Haniyya (2006–2007) (regiert weiterhin den Gazastreifen und erkennt Fayyad nicht an)
    - Ministerpräsident Salam Fayyad (2007–2013) (regiert de facto in Westjordanland)
- Saudi-Arabien
  - Staats- und Regierungschef: König Abdullah ibn Abd al-Aziz (2005–2015)
- Syrien
  - Staatsoberhaupt: Präsident Baschar al-Assad (2000–2024)
  - Regierungschef: Ministerpräsident Muhammad Nadschi al-Utri (2003–2011)
- Türkei
  - Staatsoberhaupt: Präsident Abdullah Gül (2007–2014) (2002–2003 Ministerpräsident)
  - Regierungschef: Ministerpräsident Recep Tayyip Erdoğan (2003–2014) (seit 2014 Präsident)
- Vereinigte Arabische Emirate
  - Staatsoberhaupt: Präsident Chalifa bin Zayid Al Nahyan (2004–2022) (2004–2022 Emir von Abu Dhabi)
  - Regierungschef: Ministerpräsident Muhammad bin Raschid Al Maktum (seit 2006) (seit 2006 Emir von Dubai)

### Zentralasien
- Afghanistan
  - Staats- und Regierungschef: Präsident Hamid Karzai (2001–2014)
- Kasachstan
  - Staatsoberhaupt: Präsident Nursultan Nasarbajew (1991–2019)
  - Regierungschef: Ministerpräsident Kärim Mässimow (2007–2012, 2014–2016)
- Kirgisistan
  - Staatsoberhaupt: Präsident Kurmanbek Bakijew (2005–2010)
  - Regierungschef:
    - Ministerpräsident Igor Tschudinow (2007–21. Oktober 2009)
    - Ministerpräsident Danijar Üssenow (21. Oktober 2009–2010)
- Mongolei
  - Staatsoberhaupt:
    - Präsident Nambaryn Enchbajar (2005–18. Juni 2009) (2000–2004 Ministerpräsident)
    - Präsident Tsachiagiin Elbegdordsch (18. Juni 2009–2017) (1998, 2004–2006 Ministerpräsident)

  - Regierungschef:
    - Ministerpräsident Sandschaagiin Bajar (2007–28. Oktober 2009)
    - Ministerpräsident Norowyn Altanchujag (28. Oktober 2009–29. Oktober 2009, 2012–2014) (kommissarisch)
    - Ministerpräsident Süchbaataryn Batbold (29. Oktober 2009–2012)
- Tadschikistan
  - Staatsoberhaupt: Präsident Emomalij Rahmon (seit 1992)
  - Regierungschef: Oqil Oqilow (1999–2013)
- Turkmenistan
  - Staats- und Regierungschef: PräsidentGurbanguly Berdimuhamedow (2006–2022) (2006–2007 kommissarisch)
- Usbekistan
  - Staatsoberhaupt: Präsident Islom Karimov (1991–2016)
  - Regierungschef: Ministerpräsident Shavkat Mirziyoyev (2003–2016) (seit 2016 Präsident)

## Australien und Ozeanien
- Australien
  - Staatsoberhaupt: Königin Elisabeth II. (1952–2022)
    - Generalgouverneurin: Quentin Bryce (2008–2014)

  - Regierungschef: Premierminister Kevin Rudd (2007–2010, 2013)
- Cookinseln (unabhängiger Staat in freier Assoziierung mit Neuseeland)
  - Staatsoberhaupt: Königin Elisabeth II. (1965–2022)
    - Queen’s Representative: Frederick Tutu Goodwin (2001–2013)

  - Regierungschef: Premierminister Jim Marurai (2004–2010)
- Fidschi
  - Staatsoberhaupt:
    - Präsident Josefa Iloilo (2000–2006, 2007–30. Juli 2009)
    - Präsident Epeli Nailatikau (30. Juli 2009–2015) (bis 5. November 2009 kommissarisch)

  - Regierungschef: Premierminister Frank Bainimarama (2007–2022) (2000, 2006–2007 Staatsoberhaupt)
- Kiribati
  - Staats- und Regierungschef: Präsident Anote Tong (2003–2016)
- Marshallinseln
  - Staats- und Regierungschef:
    - Präsident Litokwa Tomeing (2008–21. Oktober 2009)
    - Präsident Ruben Zackhras (21. Oktober 2009–2. November 2009) (kommissarisch)
    - Präsident Jurelang Zedkaia (2. November 2009–2012)
- Mikronesien
  - Staats- und Regierungschef: Präsident Manny Mori (2007–2015)
- Nauru
  - Staats- und Regierungschef: Präsident Marcus Stephen (2007–2011)
- Neuseeland
  - Staatsoberhaupt: Königin Elisabeth II. (1952–2022)
    - Generalgouverneur: Anand Satyanand (2006–2011)

  - Regierungschef: Premierminister John Key (2008–2016)
- Niue (unabhängiger Staat in freier Assoziierung mit Neuseeland)
  - Staatsoberhaupt: Königin Elisabeth II. (1974–2022)
    - Queen’s Representative: Generalgouverneur von Neuseeland

  - Regierungschef: Premierminister Toke Talagi (2008–2020)
- Palau
  - Staats- und Regierungschef:
    - Präsident Tommy Remengesau (2001–15. Januar 2009, 2013–2021)
    - Präsident Johnson Toribiong (15. Januar 2009–2013)
- Papua-Neuguinea
  - Staatsoberhaupt: Königin Elisabeth II. (1975–2022)
    - Generalgouverneur: Paulias Matane (2004–2010)

  - Regierungschef: Ministerpräsident Michael Somare (1975–1980, 1982–1985, 2002–2011)
- Salomonen
  - Staatsoberhaupt: Königin Elisabeth II. (1978–2022)
    - Generalgouverneur:
      - Nathaniel Waena (2004–7. Juli 2009)
      - Frank Kabui (7. Juli 2009–2019)

  - Regierungschef: Premierminister Derek Sikua (2007–2010)
- Samoa
  - Staatsoberhaupt: O le Ao o le Malo Tupuola Taisi Tufuga Efi (2007–2017) (1976–1982 Premierminister)
  - Regierungschef: Premierminister Sailele Tuilaʻepa Malielegaoi (1998–2021)
- Tonga
  - Staatsoberhaupt: König George Tupou V. (2006–2012)
  - Regierungschef: Premierminister Feleti Sevele (2006–2010)
- Tuvalu
  - Staatsoberhaupt: Königin Elisabeth II. (1978–2022)
    - Generalgouverneur: Filoimea Telito (2005–2010)

  - Regierungschef: Ministerpräsident Apisai Ielemia (2006–2010)
- Vanuatu
  - Staatsoberhaupt:
    - Präsident Kalkot Mataskelekele (2004–2. September 2009)
    - Präsident Iolu Abil (2. September 2009–2014)

  - Regierungschef: Ministerpräsident Edward Natapei (2001–2004, 2008–2010, 2011–2011)

## Europa
- Albanien
  - Staatsoberhaupt: Präsident Bamir Topi (2007–2012)
  - Regierungschef: Ministerpräsident Sali Berisha (2005–2013) (1992–1997 Präsident)
- Andorra
  - Kofürsten:
    - Staatspräsident von Frankreich Nicolas Sarkozy (2007–2012)
      - Persönlicher Repräsentant: Christian Frémont (2008–2012)

    - Bischof von Urgell Joan Enric Vives i Sicília (2003–2025)
      - Persönlicher Repräsentant: Nemesi Marquès i Oste (1993–2010)

  - Regierungschef:
    - Regierungspräsident Albert Pintat Santolària (2005–5. Juni 2009)
    - Regierungspräsident Jaume Bartumeu Cassany (5. Juni 2009–2011)
- Belgien
  - Staatsoberhaupt: König Albert II. (1993–2013)
  - Regierungschef:
    - Ministerpräsident Herman Van Rompuy (2008–25. November 2009)
    - Ministerpräsident Yves Leterme (2008, 25. November 2009–2011)
- Bosnien und Herzegowina
  - Hoher Repräsentant für Bosnien und Herzegowina:
    - Repräsentant: Miroslav Lajčák (2007–28. Februar 2009)
    - Repräsentant: Valentin Inzko (1. März 2009–2021)

  - Staatsoberhaupt:
    - Vorsitzender des Staatspräsidiums Nebojša Radmanović (2006–2007, 2008–6. Juli 2009, 2010–2011, 2012–2013)
    - Vorsitzender des Staatspräsidiums Željko Komšić (2007–2008, 6. Juli 2009–2010, 2011–2012, 2013–2014, 2019–2020, 2021–2022, 2023–2024, seit 2025)

  - Staatspräsidium:
    - Bosniaken: Haris Silajdžić (2006–2010)
    - Kroaten: Željko Komšić (2006–2014, seit 2018)
    - Serben: Nebojša Radmanović (2006–2014)

  - Regierungschef: Ministerpräsident Nikola Špirić (2007–2012)
- Bulgarien
  - Staatsoberhaupt: Präsident Georgi Parwanow (2002–2012)
  - Regierungschef:
    - Ministerpräsident Sergei Stanischew (2005–27. Juli 2009)
    - Ministerpräsident Bojko Borissow (27. Juli 2009–2013, 2014–2017, 2017–2021)
- Dänemark
  - Staatsoberhaupt: Königin Margrethe II. (1972–2024)
  - Regierungschef:
    - Ministerpräsident Anders Fogh Rasmussen (2001–5. April 2009)
    - Ministerpräsident Lars Løkke Rasmussen (5. April 2009–2011, 2015–2019)

  - Färöer (politisch selbstverwalteter und autonomer Bestandteil des Königreichs Dänemark)
    - Vertreter der dänischen Regierung: Reichsombudmann Dan Michael Knudsen (2008–2017)
    - Regierungschef: Ministerpräsident Kaj Leo Johannesen (2008–2015)

  - Grönland (politisch selbstverwalteter und autonomer Bestandteil des Königreichs Dänemark)
    - Vertreter der dänischen Regierung: Reichsombudsmann Søren Hald Møller (2005–2011)
    - Regierungschef:
      - Ministerpräsident Hans Enoksen (2002–12. Juni 2009)
      - Ministerpräsident Kuupik Kleist (12. Juni 2009–2013)
- Deutschland
  - Staatsoberhaupt: Bundespräsident Horst Köhler (2004–2010)
  - Regierungschef: Bundeskanzlerin Angela Merkel (2005–2021)
- Estland
  - Staatsoberhaupt: Präsident Toomas Hendrik Ilves (2006–2016)
  - Regierungschef: Ministerpräsident Andrus Ansip (2005–2014)
- Finnland
  - Staatsoberhaupt: Präsidentin Tarja Halonen (2000–2012)
  - Regierungschef: Ministerpräsident Matti Vanhanen (2003–2010)
- Frankreich
  - Staatsoberhaupt: Präsident Nicolas Sarkozy (2007–2012)
  - Regierungschef: Premierminister François Fillon (2007–2012)
- Griechenland
  - Staatsoberhaupt: Präsident Karolos Papoulias (2005–2015)
  - Regierungschef:
    - Ministerpräsident Kostas Karamanlis (2004–6. Oktober 2009)
    - Ministerpräsident Giorgos Andrea Papandreou (6. Oktober 2009–2011)
- Irland
  - Staatsoberhaupt: Präsidentin Mary McAleese (1997–2011)
  - Regierungschef: Taoiseach Brian Cowen (2008–2011)
- Island
  - Staatsoberhaupt: Präsident Ólafur Ragnar Grímsson (1996–2016)
  - Regierungschef:
    - Ministerpräsident Geir Haarde (2006–1. Februar 2009)
    - Ministerpräsidentin Jóhanna Sigurðardóttir (1. Februar 2009–2013)
- Italien
  - Staatsoberhaupt: Präsident Giorgio Napolitano (2006–2015)
  - Regierungschef: Ministerpräsident Silvio Berlusconi (1994–1995, 2001–2006, 2008–2011)
- Kanalinseln[1]
  - Guernsey
    - Staatsoberhaupt: Herzogin Elisabeth II. (1952–2022)
      - Vizegouverneur: Fabian Malbon (2005–2011)

    - Regierungschef: Chief Minister Lyndon Trott (2008–2012)

  - Jersey
    - Staatsoberhaupt: Herzogin Elisabeth II. (1952–2022)
      - Vizegouverneur: Andrew Ridgway (2006–2011)

    - Regierungschef: Chief Minister Terry Le Sueur (2008–2011)
- Kroatien
  - Staatsoberhaupt: Präsident Stjepan Mesić (2000–2010)
  - Regierungschef:
    - Regierungspräsident Ivo Sanader (2003–6. Juli 2009)
    - Ministerpräsidentin Jadranka Kosor (6. Juli 2009–2011)
- Lettland
  - Staatsoberhaupt: Präsident Valdis Zatlers (2007–2011)
  - Regierungschef:
    - Ministerpräsident Ivars Godmanis (1990–1993, 2007–12. März 2009)
    - Ministerpräsident Valdis Dombrovskis (12. März 2009–2014)
- Liechtenstein
  - Staatsoberhaupt: Fürst Hans-Adam II. (seit 1989)
    - Regent: Erbprinz Alois (seit 2004)

  - Regierungschef:
    - Otmar Hasler (2001–25. März 2009)
    - Klaus Tschütscher (25. März 2009–2013)
- Litauen
  - Staatsoberhaupt:
    - Präsident Valdas Adamkus (1998–2003, 2004–12. Juli 2009)
    - Präsidentin Dalia Grybauskaitė (12. Juli 2009–2019)

  - Regierungschef: Ministerpräsident Andrius Kubilius (1999–2000, 2008–2012)
- Luxemburg
  - Staatsoberhaupt: Großherzog Henri (seit 2000)
  - Regierungschef: Ministerpräsident Jean-Claude Juncker (1995–2013)
- Malta
  - Staatsoberhaupt:
    - Präsident Edward Fenech Adami (2004–4. April 2009) (1987–1996, 1998–2004 Premierminister)
    - Präsident George Abela (4. April 2009–2014)

  - Regierungschef: Premierminister Lawrence Gonzi (2004–2013)
- Isle of Man[1]
  - Staatsoberhaupt: Lord of Mann Elisabeth II. (1952–2022)
    - Vizegouverneur: Paul Haddacks (2005–2011)

  - Regierungschef: Premierminister James Anthony Brown (2006–2011)
- Mazedonien
  - Staatsoberhaupt:
    - Präsident Branko Crvenkovski (2004–12. Mai 2009) (1992–1998, 2002–2004 Ministerpräsident)
    - Präsident Gjorge Ivanov (12. Mai 2009–2019)

  - Regierungschef: Ministerpräsident Nikola Gruevski (2006–2016)
- Moldau
  - Staatsoberhaupt:
    - Präsident Vladimir Voronin (2001–11. September 2009)
    - Parlamentspräsident Mihai Ghimpu (11. September 2009–2010) (kommissarisch)

  - Regierungschef:
    - Ministerpräsidentin Zinaida Greceanîi (2008–14. September 2009)
    - Ministerpräsident Vitalie Pîrlog (14. September 2009–25. September 2009) (kommissarisch)
    - Ministerpräsident Vlad Filat (25. September 2009–2013)

  - Transnistrien (international nicht anerkannt)
    - Präsident Igor Smirnow (1991–2011)
- Monaco
  - Staatsoberhaupt: Fürst: Albert II. (seit 2005)
  - Regierungschef: Staatsminister Jean-Paul Proust (2005–2010)
- Montenegro
  - Staatsoberhaupt: Präsident Filip Vujanović (2002–2003, 2003–2018) (1998–2003 Ministerpräsident)
  - Regierungschef: Ministerpräsident Milo Đukanović (1991–1998, 2003–2006, 2008–2010, 2012–2016) (1998–2002, 2018–2023 Präsident)
- Niederlande
  - Staatsoberhaupt: Königin Beatrix (1980–2013)
  - Regierungschef: Ministerpräsident Jan Peter Balkenende (2002–2010)
  - Niederländische Antillen (Land des Königreichs der Niederlande)
    - Vertreter der niederländischen Regierung: Gouverneur Frits Goedgedrag (2002–2010)
    - Regierungschef: Ministerpräsidentin Emily de Jongh-Elhage (2006–2010)
- Norwegen
  - Staatsoberhaupt: König Harald V. (seit 1991)
  - Regierungschef: Ministerpräsident Jens Stoltenberg (2000–2001, 2005–2013)
- Österreich
  - Staatsoberhaupt: Bundespräsident Heinz Fischer (2004–2016)
  - Regierungschef: Bundeskanzler Werner Faymann (2008–2016)
- Polen
  - Staatsoberhaupt: Präsident Lech Kaczyński (2005–2010)
  - Regierungschef: Ministerpräsident Donald Tusk (2007–2014, seit 2023)
- Portugal
  - Staatsoberhaupt: Präsident Aníbal Cavaco Silva (2006–2016) (1985–1995 Ministerpräsident)
  - Regierungschef: Ministerpräsident José Sócrates (2005–2011)
- Rumänien
  - Staatsoberhaupt: Präsident Traian Băsescu (2004–2014)
  - Regierungschef: Ministerpräsident Emil Boc (2008–2012)
- Russland
  - Staatsoberhaupt: Präsident Dmitri Medwedew (2008–2012) (2012–2020 Ministerpräsident)
  - Regierungschef: Ministerpräsident Wladimir Putin (1999–2000, 2008–2012) (1999–2008, seit 2012 Präsident)
- San Marino
  - Staatsoberhaupt: Capitani Reggenti
    - Ernesto Benedettini (1992, 1. Oktober 2008–1. April 2009) und Assunta Meloni (1. Oktober 2008–1. April 2009)
    - Massimo Cenci (1. April 2009–1. Oktober 2009) und Oscar Mina (1. April 2009–1. Oktober 2009, 2022)
    - Francesco Mussoni (1. Oktober 2009–1. April 2010) und Stefano Palmieri (1. Oktober 2009–1. April 2010, 2018)

  - Regierungschef: Außenministerin Antonella Mularoni (2008–2012) (2013 Capitano Reggenti)
- Schweden
  - Staatsoberhaupt: König Carl XVI. Gustaf (seit 1973)
  - Regierungschef: Ministerpräsident Fredrik Reinfeldt (2006–2014)
- Schweiz[2]
  - Bundespräsident Hans-Rudolf Merz (1. Januar 2009–31. Dezember 2009)
  - Bundesrat:
    - Moritz Leuenberger (1995–2010)
    - Pascal Couchepin (1998–31. Oktober 2009)
    - Micheline Calmy-Rey (2003–2011)
    - Hans-Rudolf Merz (2004–2010)
    - Doris Leuthard (2006–2018)
    - Eveline Widmer-Schlumpf (2008–2015)
    - Ueli Maurer (Januar 2009–2022)
    - Didier Burkhalter (1. November 2009–2017)
- Serbien
  - Staatsoberhaupt: Präsident Boris Tadić (2004–2012)
  - Regierungschef: Ministerpräsident Mirko Cvetković (2008–2012)
  - Kosovo (seit 2008 unabhängig, international nicht anerkannt)
    - Präsident Fatmir Sejdiu (2006–2010)
    - Ministerpräsident Hashim Thaçi (2008–2014) (seit 2016 Präsident)
- Slowakei
  - Staatsoberhaupt: Präsident Ivan Gašparovič (2004–2014)
  - Regierungschef: Ministerpräsident Robert Fico (2006–2010, 2012–2018, seit 2023)
- Slowenien
  - Staatsoberhaupt: Präsident Danilo Türk (2007–2012)
  - Regierungschef: Ministerpräsident Borut Pahor (2008–2012) (2012–2022 Präsident)
- Spanien
  - Staatsoberhaupt: König Juan Carlos I. (1975–2014)
  - Regierungschef: Ministerpräsident José Luis Rodríguez Zapatero (2004–2011)
- Tschechien
  - Staatsoberhaupt: Präsident Václav Klaus (1993, 2003–2013) (1993–1997 Ministerpräsident)
  - Regierungschef:
    - Ministerpräsident Mirek Topolánek (2006–8. Mai 2009)
    - Ministerpräsident Jan Fischer (8. Mai 2009–2010)
- Ukraine
  - Staatsoberhaupt: Präsident Wiktor Juschtschenko (2005–2010) (1999–2001 Ministerpräsident)
  - Regierungschef: Ministerpräsidentin Julija Tymoschenko (2005, 2007–2010)
- Ungarn
  - Staatsoberhaupt: Präsident László Sólyom (2005–2010)
  - Regierungschef:
    - Ministerpräsident Ferenc Gyurcsány (2004–14. April 2009)
    - Ministerpräsident Gordon Bajnai (14. April 2009–2010)
- Vatikanstadt
  - Staatsoberhaupt: Papst Benedikt XVI. (2005–2013)
  - Regierungschef: Präsident des Governatorats Giovanni Lajolo (2006–2011)
- Vereinigtes Königreich
  - Staatsoberhaupt: Königin Elisabeth II. (1952–2022) (gekrönt 1953)
  - Regierungschef: Premierminister Gordon Brown (2007–2010)
- Belarus
  - Staatsoberhaupt: Präsident Aljaksandr Lukaschenka (seit 1994)
  - Regierungschef: Ministerpräsident Sjarhej Sidorski (2003–2010)
- Republik Zypern
  - Staats- und Regierungschef: Präsident Dimitris Christofias (2008–2013)
  - Nordzypern (international nicht anerkannt)
    - Staatsoberhaupt: Präsident Mehmet Ali Talât (2005–2010) (2004–2005 Ministerpräsident)
    - Regierungschef:
      - Ministerpräsident Ferdi Sabit Soyer (2005–5. Mai 2009)
      - Ministerpräsident Derviş Eroğlu (1985–1994, 1996–2004, 5. Mai 2009–2010) (2010–2015 Präsident)